# Cine Argus
O Cine Argus (ou Cine Teatro Argus) foi um cinema de rua fundado no ano de 1938 no município brasileiro de Castanhal, situado na região nordeste do estado do Pará. 

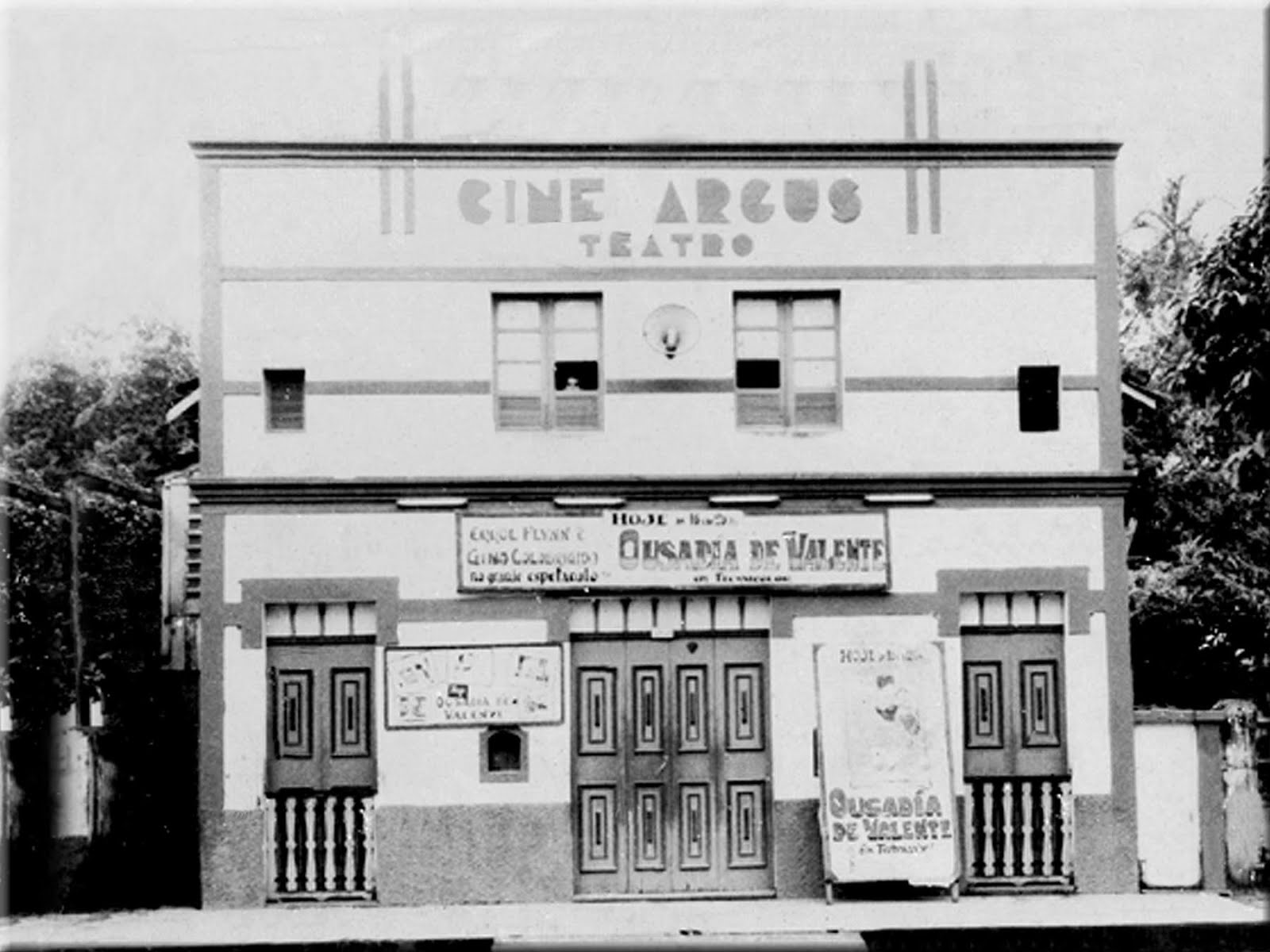
Cine Argus na década de 50. Fonte: Acervo Família Carneiro.

Durante décadas de funcionamento na região (1938-1995), o Cine Argus foi um espaço multiuso, chegando a abrigar em seu prédio apresentações de teatro, shows de calouros, cerimônias de colação de grau, bailes de carnaval e convenções partidárias.
O cinema também possuía um sistema de alto-falantes que tocava músicas antes das sessões começarem, além de servir como um sistema que prestava serviços de publicidade ao comércio do município e noticiava os acontecimentos políticos, sociais e culturais de Castanhal e do Brasil.

## Origem

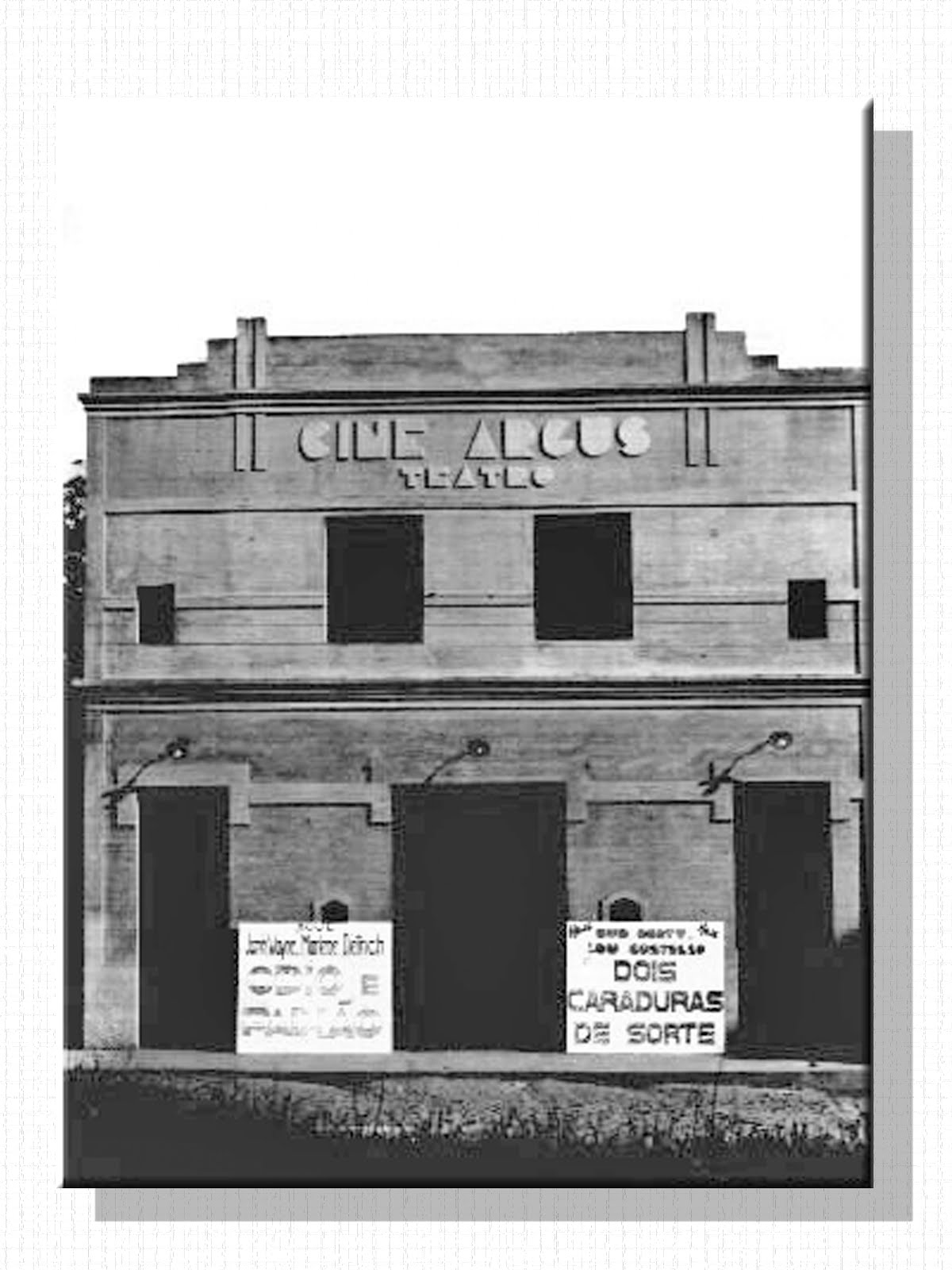
Cine Argus na década de 40. Fonte: Acervo Família Carneiro.

Em meados dos anos 1930, antes do Cine Argus se estabelecer em Castanhal, o município já possuía uma experiência de exibição cinematográfica através do comerciante Anastácio Melo que abrigava um pequeno cinema (ou Cine Teatro Rádio) em um galpão situado na rua Barão do Rio Branco, nas imediações da antiga estação castanhalense (demolida em 1972) que compunha a Estrada de Ferro de Bragança. Este cinema era projetado sob o sistema mudo e animado por músicos da região inseridos atrás ou nas laterais da tela de exibição: estes seriam Panta Leão Bonfim (acordeão), Ursesino (bandolim) e Rolinha (clarinete).
Em 1938, o antigo exibidor paraense Paulo Cavalcante (que se tornaria futuramente um botânico conhecido do Museu Goeldi) desembarcou na estação ferroviária de Castanhal com o objetivo de fundar um cinema na região. Cavalcante chegava ao município com um projetor portátil de marca DeVry, 35 mm, adquirida nos anos 30 pelo operador chefe do Cinema Independência, localizado em Belém do Pará. Cavalcante já havia tido experiências anteriores ao exibir filmes no município de Santa Izabel do Pará. O pequeno cinema de Cavalcante acabou não agradando os izabelenses pela falta de experiência do exibidor que voltava à Belém para realizar treinamentos no Independência antes de partir para Castanhal. 

A origem da nomenclatura do cinema se deu justamente por uma companhia distribuidora chamada "Argus", que fazia parte dos filmes alugados aos interiores paraenses através do Cine Independência, a grande maioria do gênero western. Cavalcante teria gostado deste nome e já o teria fixado antes mesmo de chegar em Castanhal. O exibidor narra em 1989 os seus primeiros contatos em Castanhal através de uma carta redigida para compor a coluna paraense de cinema intitulada "Panorama", organizada pela jornalista e critica de cinema Luzia Miranda Alvarez através do jornal O Liberal:
"Quando desci do trem na estação de Castanhal, alguém informou-me que nos fundos de uma casa comercial, bem ao lado da estação havia um grande barracão próprio para cinema. Dirigi-me a tal casa e a primeira pessoa com quem falei da minha pretensão, foi um rapazinho, caixeiro da loja, chamado Manuel Carneiro Filho, mais conhecido por Duca. Que estranha coincidência: o rapazinho era mais vidrado em cinema do que mesmo eu. Após os entendimentos com os proprietários da casa, os comerciantes Anastácio Melo e Antônio Lins fomos examinar o barracão. Que sorte! Não faltava nada, a não ser a máquina de projeção. Tela, bancos, cabine, instalação elétrica, tudo em perfeitas condições (...) Com a notícia de que outro cinema iria funcionar na cidade, a meninada acorreu ao local para ajudar em qualquer tarefa para garantir-lhe entrada grátis. Vieram outros colaboradores interessados apenas em ajudar para que o cinema estreasse logo"
No barracão de Anastácio Melo (que se situava aos fundos de uma casa comercial) se estabeleceria o primeiro espaço do Cine Argus na região, estreando em um sábado de 1938 com o western mudo "Cavaleiro da Noite" estrelado por Bob Steele. 
Paulo Cavalcante e Manoel Carneiro (Seu Duca) se tornariam sócios do cinema que por vários anos, até meados da década de 1950. Os filmes seriam projetados sob sistema mudo e por um certo período foram animados pelos mesmos músicos que faziam parte da primeira experiência de exibição desenvolvida por Anastácio Melo. 

Cavalcante narra os diversos problemas que foram surgindo neste primeiro espaço em que o cinema funcionava, dentre eles, destacam-se o cancelamento da orquestra musical que animava as películas, a máquina frágil que não suportava longas projeções e principalmente a venda da residência que garantia uma passagem lateral que servia de entrada para os espectadores do cinema (visto que, o cinema não possuía entrada própria por estar situado aos fundos de uma loja comercial). Segundo Cavalcante: 
"algo sobrenatural parecia tramar contra a existência daquele cinema que em meio às tormentas prosperava, prestigiado pelos castanhalenses. Os proprietários da casa comercial passaram a comprar dos colonos farinha e cereais para revenda em Belém e essa mercadoria era depositada na nova entrada do cinema. Ao final do dia, sobretudo nos sábados, eu e o Duca, com muito trabalho arrumávamos toda aquela sacaria, deixando uma estreita passagem para os espectadores".
Devido a todos estes percalços, Paulo Cavalcante desistiria da sociedade e venderia a sua parte para Seu Duca, que na década de 1940 já possuía a administração completa do Cine Argus. 
Na década de 40, o prefeito de Castanhal Máximino Porpino da Silva transferiu a sede da prefeitura para um prédio maior e mais moderno (onde se encontra até os dias atuais na Avenida Barão do Rio Branco, no centro de Castanhal). Seu Duca sairia do barracão de Seu Anastácio e estabeleceria o Cine Argus no antigo prédio da prefeitura (que se situava ao lado do novo), e ali permaneceria durante alguns anos. 
Neste período, Seu Duca já havia planejado a compra de um novo terreno que iria comportar o cinema em 1944, tornando este, o seu espaço definitivo até o ano do enceramento de suas atividades em Castanhal, em 1995.

## A multifuncionalidade do cinema

### Peças teatrais, shows musicais, desfiles e shows de calouros
Durante os anos em que esteve funcionando, o Cine Argus desenvolveu várias atividades sociais para o município de Castanhal. Além de um espaço de exibição fílmica, o prédio do Argus também informava a população castanhalense sobre os acontecimentos ocorridos na cidade, no país e no mundo. Este sistema era desenvolvido pelos alto-falantes localizados na parte externa do cinema que também chegavam a exibir jogos futebolísticos via rádio. O prédio do Cine Argus em Castanhal seria por muito tempo um espaço público, chegando a servir como auditório do município ao abrigar peças teatrais, shows musicais, bailes de formatura, desfiles carnavalescos, comícios políticos, apresentações circenses e até palco de lutas de Telecatch. 
A sala do Cine Argus ganhou a dimensão de um espaço onde se concentrava grande parte das atividades culturais existentes na cidade, das quais as pessoas poderiam ter acesso. A população era atraída não apenas pelo filme, mas principalmente pelo conjunto de atividades e a dimensão cultural que o cinema representava.
Dentre estas atividades culturais, o show de calouros do Capiti chegou a ser um evento tradicional no Cine Argus. Realizado por Isidoro Batista (conhecido como "Capiti") durante os anos 1960 e 1980, o show de calouros foi inicialmente realizado nas noites de quinta-feira, mas logo fora transferido para as matinês de domingo.
Capiti conseguia a doação de pequenos brindes no comércio local e fazia a divulgação de seu programa de auditório no município. Durante alguns períodos, era comum as pessoas irem para a missa da manhã na Igreja Matriz de São José e, ao sair, ir para o Cine Argus para assistir o show de calouros do Capiti. No intervalo para o almoço e, poucas horas depois, a população voltava ao Argus para assistir aos filmes. Bandas e conjuntos regionais se apresentavam. Vez ou outra, uma atração de fora do município se apresentava no palco do cinema. O próprio Capiti cantava. Descrito como um negro forte, de voz muito bonita, levantava o público cantando músicas de Nelson Gonçalves. Gostava de fazer charadas, brincadeiras, provas, truques de mágica, embaixadinhas... Além, é claro, das competições musicais, onde quem decidia quem havia cantado melhor era o público, através das palmas. Tudo rolava no show do Capiti, que chegou a ganhar o nome de “Divertimentos em Desfile”. Posteriormente, Zé Carneiro (filho mais velho de Seu Duca) e Moacir Silva comandaram o programa, em diferentes momentos.

### Filmes em exibição
Os filmes exibidos no Cine Argus eram alugados da Empresa Cinematográfica São Luís Ltda de Luiz Severiano Ribeiro (atual Kinoplex), fazendo parte do circuito exibidor da capital paraense. Nas décadas de 1940 a 1960, os filmes exibidos no Cine Argus variavam entre os western norte-americanos e os filmes de "bang-bangs italianos" tão populares na década de 1960 (os chamados Spaghetti western) e outros diversos gêneros, às vezes até por imposição das distribuidoras que obrigavam os cinemas dos interiores a alugar várias películas além da requeridas pelos exibidores. Então, diversos gêneros eram exibidos como musicais, comédias e filmes policiais.
O Cine Argus também possuía uma estreita relação com a comunidade japonesa em Castanhal. Se estabelecendo no município desde meados de 1929, a colônia japonesa também foi extremamente importante para o Cine Argus, pois puderam contribuir no funcionamento do cinema, fornecendo os filmes japoneses que vinham da Associação Nipo-brasileira de Belém. Estas exibições aconteciam nas décadas de 1970 e 1980. O Cine Argus instituiu um dia da semana exclusivo para os filmes japoneses, sendo uma estratégia bem-sucedida, pelo fato de que, a região, tanto nas cidades quanto na área rural, abrigavam várias colônias japonesas. Tal estratégia conquistou um público fiel que além de vir assistir os filmes, poderiam compartilhar suas tradições.
Com o fortalecimento do VHS, do videocassete, das locadoras de vídeo e da televisão na década de 1990, o Cine Argus adotaria estratégias de sobrevivência para continuar com o funcionamento do cinema na região. Uma delas é a exibição de filmes pornográficos neste período, o que segurou por alguns anos o cinema com boas bilheterias. Porém,  as produções pornográficas eram mal vistas pela sociedade, o que acabou, cada vez mais, banalizando o cinema que ficou considerado um espaço vulgar e mal frequentado.

## O fim do Cine Argus

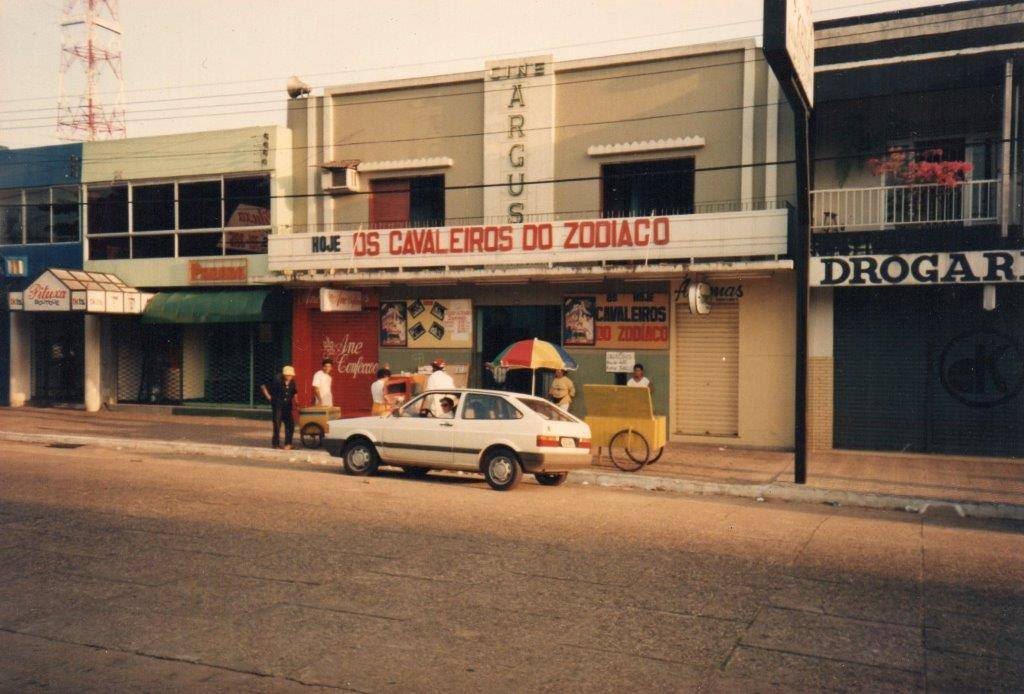
Cine Argus nos anos 90. Fonte: Acervo de Inácia Thury.

No ano de 1970, a Empresa Cinematográfica São Luís Ltda de Severiano Ribeiro decide cortar a distribuição de filmes para os cinemas do interior do estado do Pará. Perante esta ação, Seu Duca se vê obrigado a alugar filmes diretamente das grandes distribuidoras localizadas em Recife. 
Nesta empreitada, nasceria o grande projeto do exibidor castanhalense: Seu Duca montaria uma rede de cinemas nos interiores do Pará, atuando como redistribuidor para as salas de exibição em diversas localidades do estado, como em Abaetetuba, Santa Izabel do Pará, Icoaraci, Breves, Capanema (Pará), Bragança (Pará), Serra Pelada, Altamira e Tucuruí, além das cidades de outros estados como em Imperatriz (Maranhão) e Macapá. O Cine Argus neste período teria sido o principal cinema de um circuito de exibição que, em seu auge, contou com mais de 90 funcionários e distribuiu filmes para mais de 30 cinemas no interior do Pará e estados vizinhos.
Em 1982, Seu Duca faleceu tragicamente em um acidente automobilístico enquanto no circuito interiorano, junto ao Cine Argus, ainda estavam ativos. Amílcar Carneiro, um de seus filhos, assumiu a bagagem de Seu Duca até 1995, ao finalizar as atividades do Cine Argus em Castanhal, juntamente com o fechamento dos cinemas de rua que faziam parte do circuito castanhalense. 
O principal motivo do fechamento do Cine Argus em Castanhal teria sido a popularização do VHS junto aos aparelhos televisivos na década de 1990. Ambos já permitiam os moradores do município assistirem filmes em suas residências, o que acabou por ocasionar drasticamente a falta de público não só no Cine Argus, mas em um contexto do encerramento das atividades da maioria dos cinemas de rua no Brasil e no mundo.
O antigo prédio do cine Argus continua existindo, apesar de descaracterizado e de assumir outros usos. Após o fechamento, foi alugado por uma igreja evangélica e por uma discoteca. Atualmente possui uso comercial.

## Na mídia
No ano de 2014, o cineasta paraense Edivaldo Moura realizou um curta-metragem intitulado "Memórias do Cine Argus". A produção foi estruturada por meio de entrevistas com familiares de Seu Duca, funcionários e antigos frequentadores do cinema, que narram suas memórias com o local. Seja concorrendo em mostras competitivas no gênero, ou em exibições livres, o curta-metragem chegou a ser exibido em 11 estados do Brasil durante os anos de 2014 à 2019, sendo até premiado em alguns dos festivais no qual frequentou. 
Em 2016, o filme foi transformado em longa-metragem com mais de 70 minutos intitulado "O Cinema de Seu Duca" que chegou a estrear no município por meio de uma sessão aberta ao público em outubro daquele ano, contando com mais de duas mil pessoas em sua exibição.